# Arts plastiques

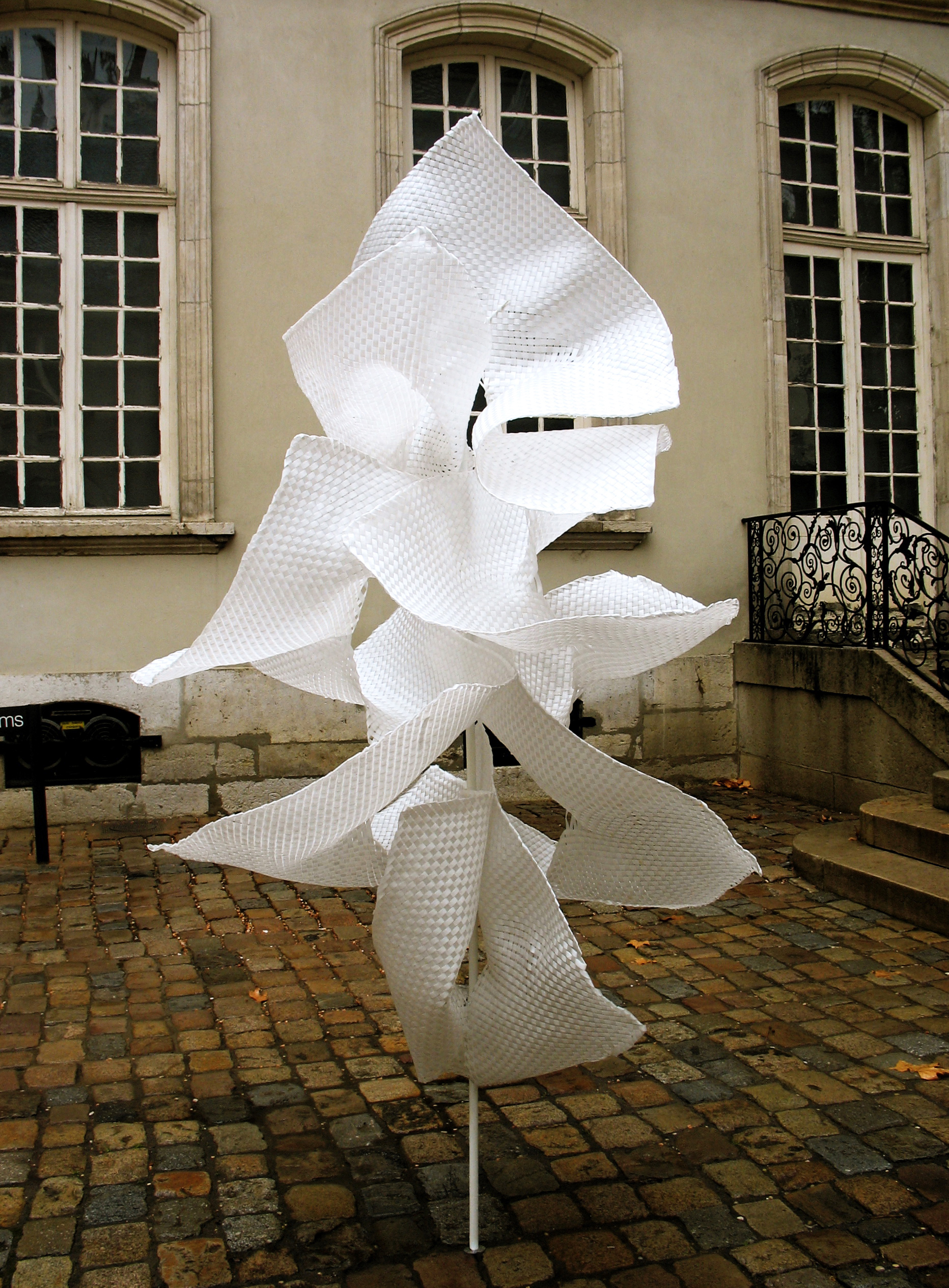
Sarabande, Musée des Tissus, Lyon (2007-2008).

Les arts plastiques sont le regroupement de toutes les pratiques ou activités donnant une représentation artistique, esthétique ou poétique, au travers de formes et de volumes. C'est une matière qui prend toutes les formes possibles. 

## Éléments de l’architecture
L'expression « arts plastiques » (bien qu'imprécise et en concurrence avec « arts visuels »), souvent opposée dans le monde francophone aux arts appliqués ou aux arts décoratifs ainsi qu'à certaines pratiques considérées comme populaires, amateurs, artisanales ou commerciales, s'est imposée en art contemporain par l'usage d'artistes se qualifiant eux-mêmes de plasticiens et par la commodité de sa distinction avec d'autres familles artistiques comme la musique, les spectacles vivants (théâtre, cinéma, danse, cirque…), la littérature et parfois l'architecture.
Ces dernières années, en tendant à recouvrir l'ensemble des objets et phénomènes abordés par l'histoire de l'art, ou concernant le patrimoine culturel, cette expression s'éloigne de son sens habituel, parfois critiquée pour son élitisme.

## Origine
L'expression elle-même, dérivée du grec ancien πλαστικός / plastikós, «  qui concerne l’art de modeler, la plastique » (de πλάσσω / plássô, « façonner, modeler ») a des origines anciennes dans le monde occidental. Elle désignait alors les arts relatifs au modelage telles la sculpture, la céramique et l'architecture.
Comme les arte del designo (en latin, de dessein : « intention d’exécuter quelque chose, un projet ») de la Renaissance, qui les associait à la peinture et aux arts graphiques (donc aux arts de la surface et à ceux du volume), cette expression fait depuis le XIXe siècle référence à tout art qui a une action sur la matière, voire qui évoque des formes, des représentations (comme la poésie). Aujourd'hui on y ajoute les œuvres explorant les anciens et nouveaux médias (photographie, cinéma et vidéo, les supports numériques…), et les nombreuses pratiques artistiques expérimentales.
L'adjectif « plastique » semblait nécessaire après l'héritage de l'art moderne, à la suite notamment du dadaïsme, aux collages surréalistes, à Marcel Duchamp et aux pionniers de l'art conceptuel. Questionnant les statuts de l'œuvre et le rôle de l'artiste dans la société, ces mouvements ont élargi les champs du visible en refusant la recherche du beau comme seul fondement et en remettant en cause les hiérarchies des arts, des supports et des médias. Les nombreuses avant-gardes, les performances et les interventions éphémères témoignent de ces formes de « plasticité » actuelles, comprise comme « l'ensemble des dispositifs artistiques donnant à voir et à ressentir la représentation ».

### Emmanuel Kant
C’est Emmanuel Kant qui, au XVIIIe siècle, introduit le terme que l'on a indistinctement traduit en français par « arts plastiques » ou par « arts visuels », le « bildenden Künste ». Celui-ci recouvrait, entre autres, la « petite plastique » (œuvres de petits formats, en terre cuite, ivoire, bronze, etc.), la sculpture, l'architecture et la peinture, dans une catégorie correspondant aux « arts de la forme visuelle statique ». Bien que particulièrement imprécise et complexe, cette expression deviendra dans la tradition philosophique un critère d'appréciation de l'œuvre, la « plasticité ».

## En France
En France, la reconnaissance institutionnelle des arts plastiques arrive en 1969, avec les premières unités d'enseignements et de recherches (UER) dans les universités, puis en 1982 avec leur pendant au ministère de la Culture. L'École des beaux-arts symbolisait encore à cette époque l'approche traditionnelle, bousculée par les sciences humaines, et peu en phase avec les mutations contemporaines du champ artistique. Une conséquence de ces nouvelles orientations fut sa séparation avec les écoles d'architecture (en résumé, dû à la tension depuis le XIXe siècle entre « ingénieurs » et « auteurs »).
Il s'agissait aussi pour l'Éducation nationale de rénover l'enseignement artistique dans le secondaire (les cours de dessin, en plus de ceux de musique) en créant un cursus universitaires et concours de recrutement des enseignants. En ce sens la discipline « arts plastiques » est un des lieux de formations artistiques, typiquement français et parfois qualifié de « pratique critique », entre atelier, école et institut universitaire d'art, au sein des politiques culturelles, de l'État.
Dans le cycle 4 de l'enseignement (2e, 3e, et 4e année du collège) l'enseignement des arts plastiques est ainsi présenté : "L’enseignement des arts plastiques se fonde sur la pratique plastique dans une relation à la création artistique. Il offre les moyens de porter un regard informé et critique sur l’art et sur les univers visuels auxquels il renvoie, artistiques et non artistiques. Privilégiant la démarche exploratoire, l’enseignement des arts plastiques fait constamment interagir action et réflexion sur les questions que posent les processus de création, liant ainsi production artistique et perception sensible, explicitation et acquisition de connaissances et de références dans l’objectif de construire une culture commune. Il s’appuie sur les notions toujours présentes dans la création en arts plastiques : forme, espace, lumière, couleur, matière, geste, support, outil, temps. Il couvre l’ensemble des domaines artistiques se rapportant aux formes : peinture, sculpture, dessin, photographie, vidéo, nouveaux modes de production des images…".

## Galerie

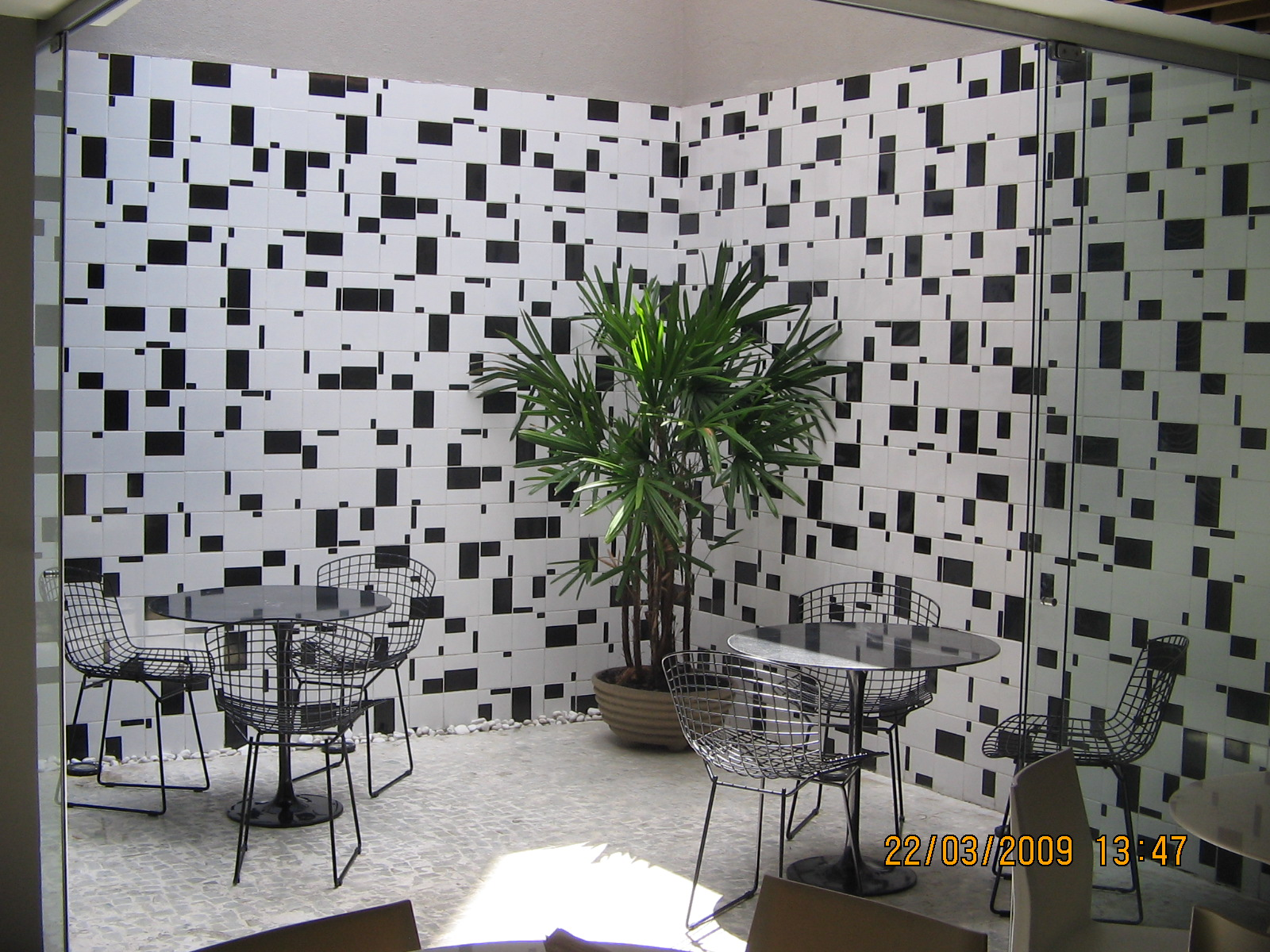
Tuiles céramiques par Alexandre Mancini.
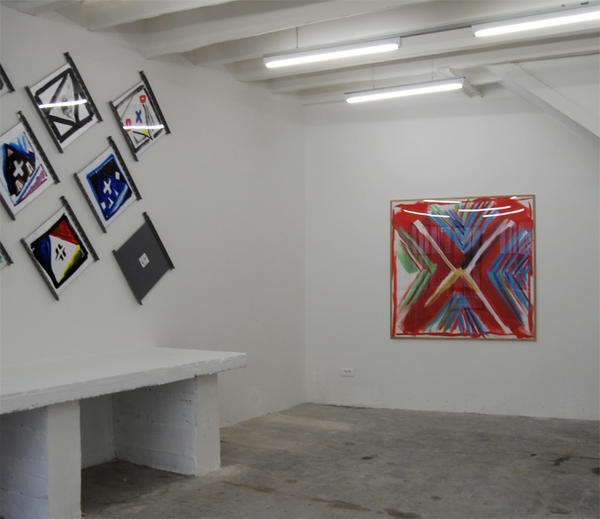
Saytour Torchons, Nîmes.
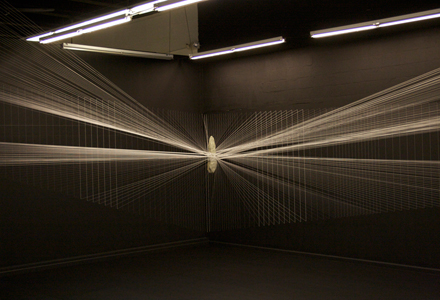
Ale'ya par Milton Becerra, Durban Segnini Gallery, Miami (2009).
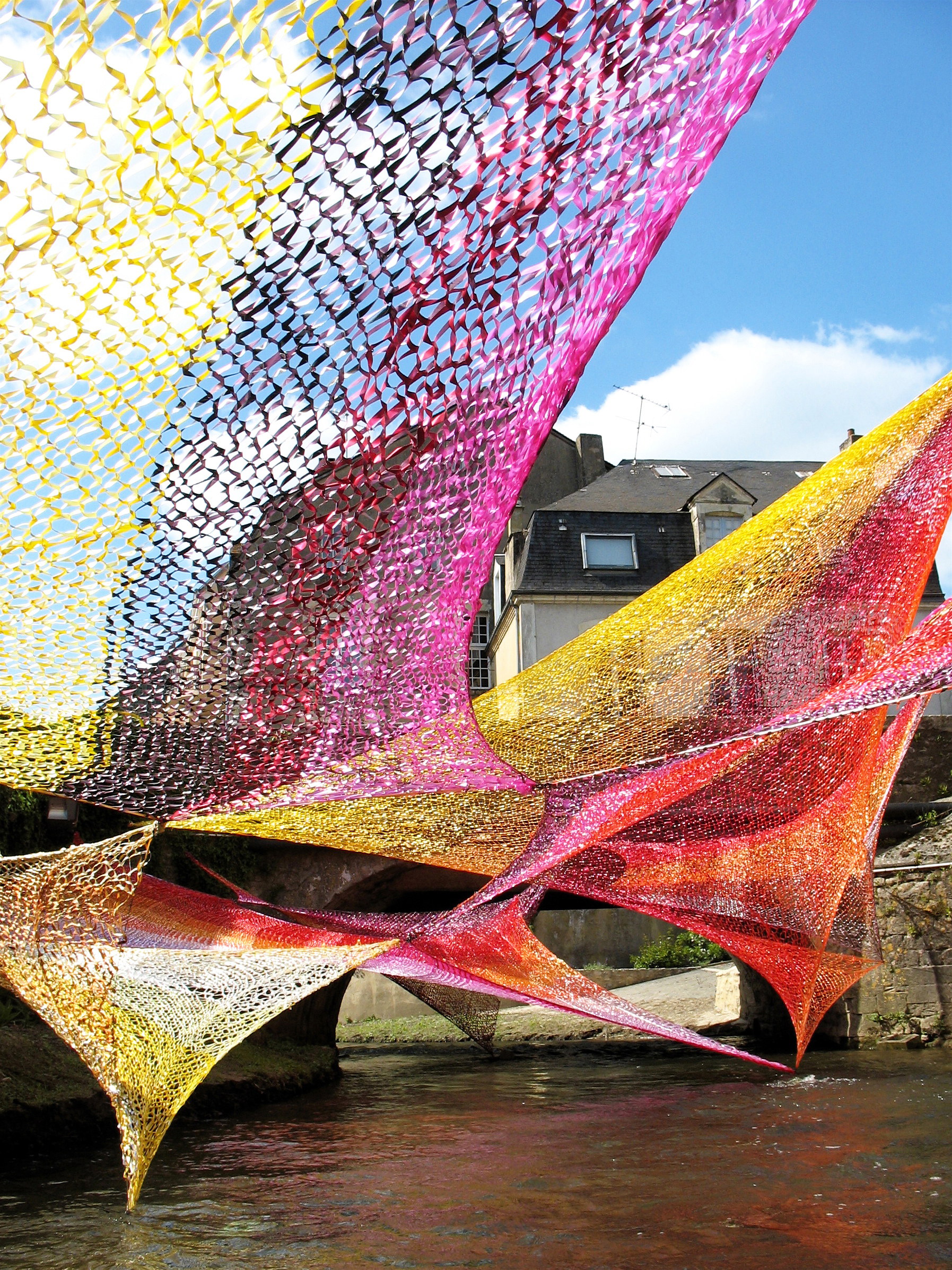
Festival Artec 2010, La Ferté-Bernard.
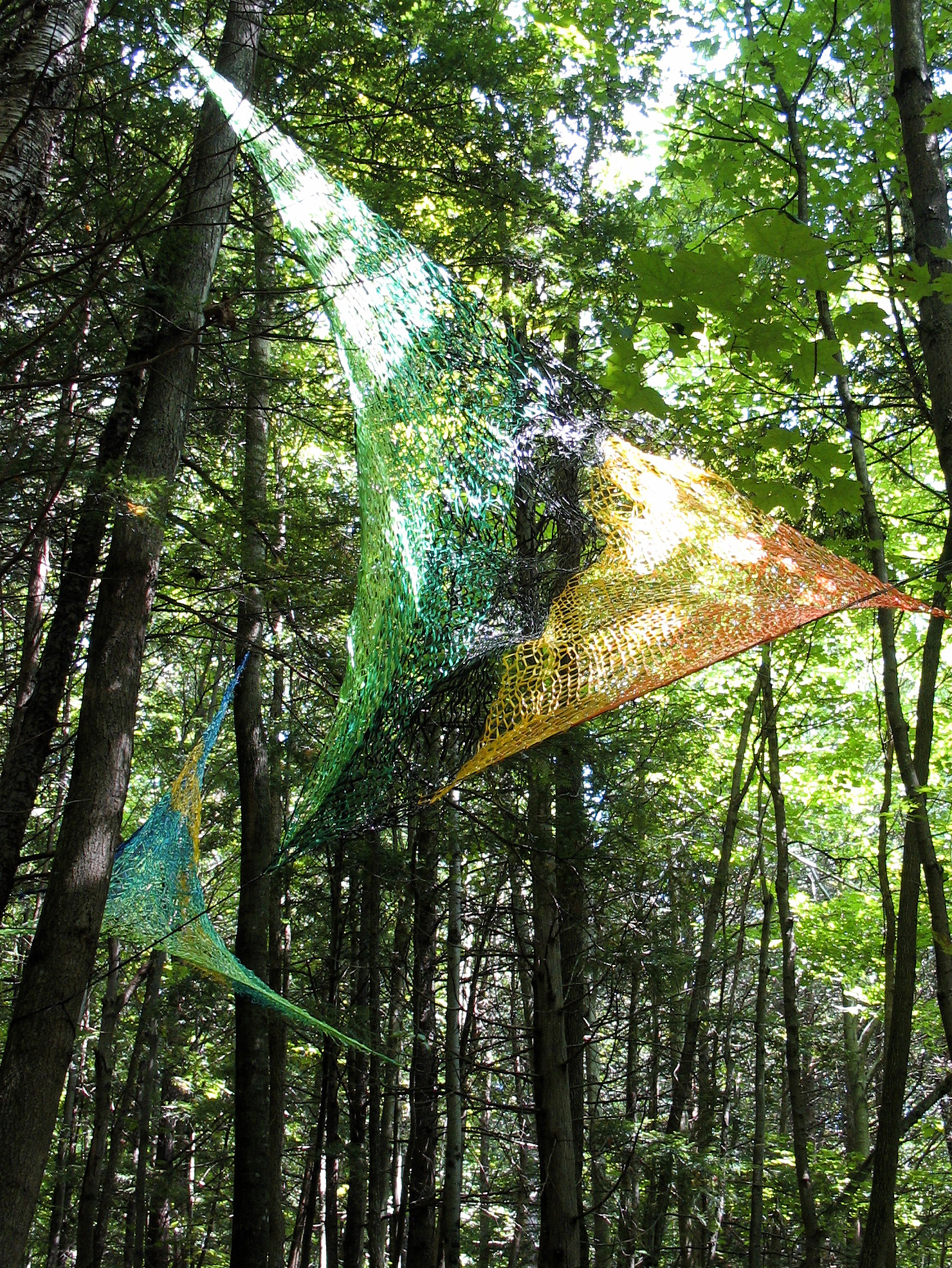
Bois de Belle Rivière, Québec (2010).
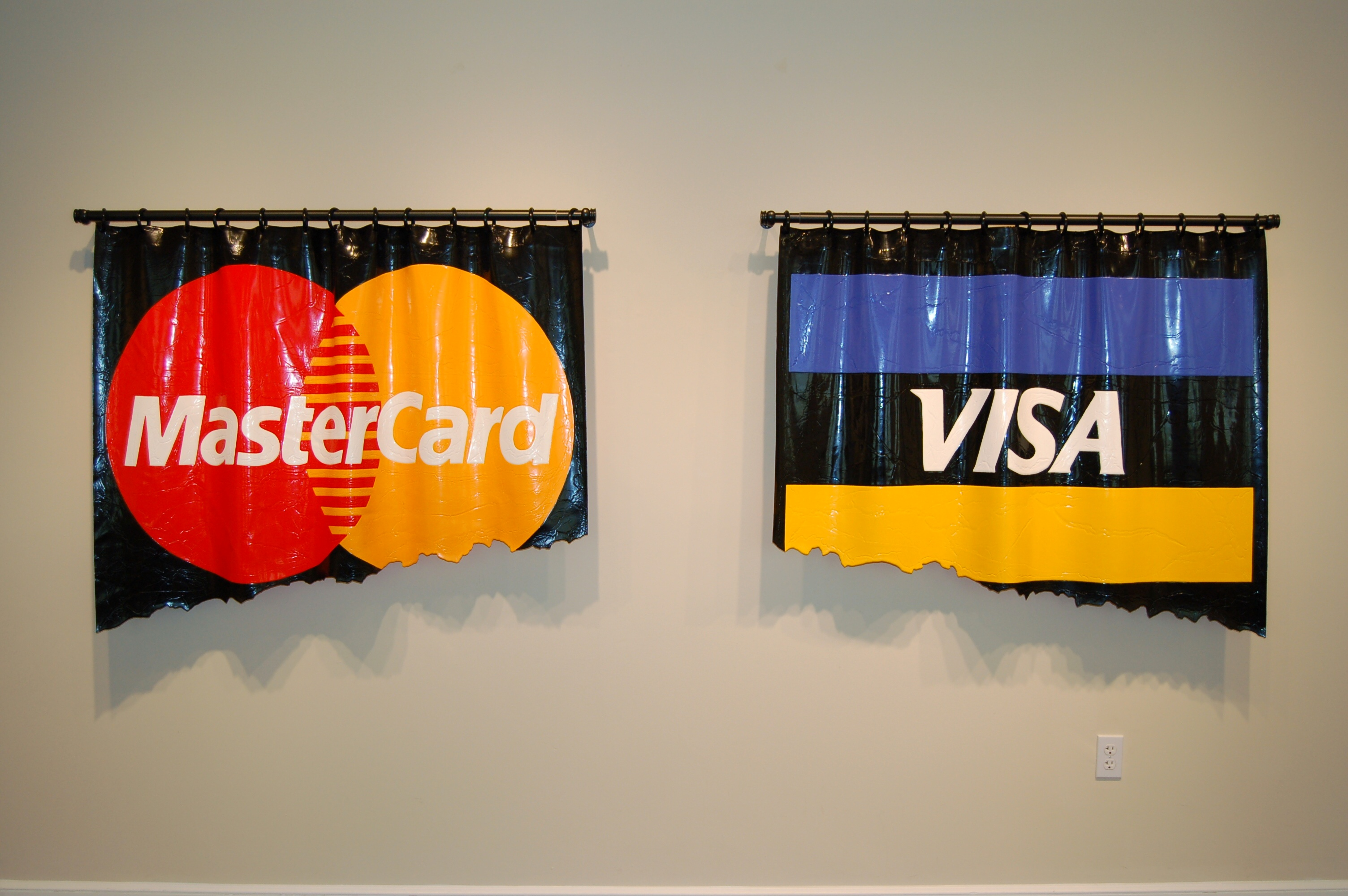
If it wasn't for plastic money I wouldn't have any money at all de Tyler Turkle.
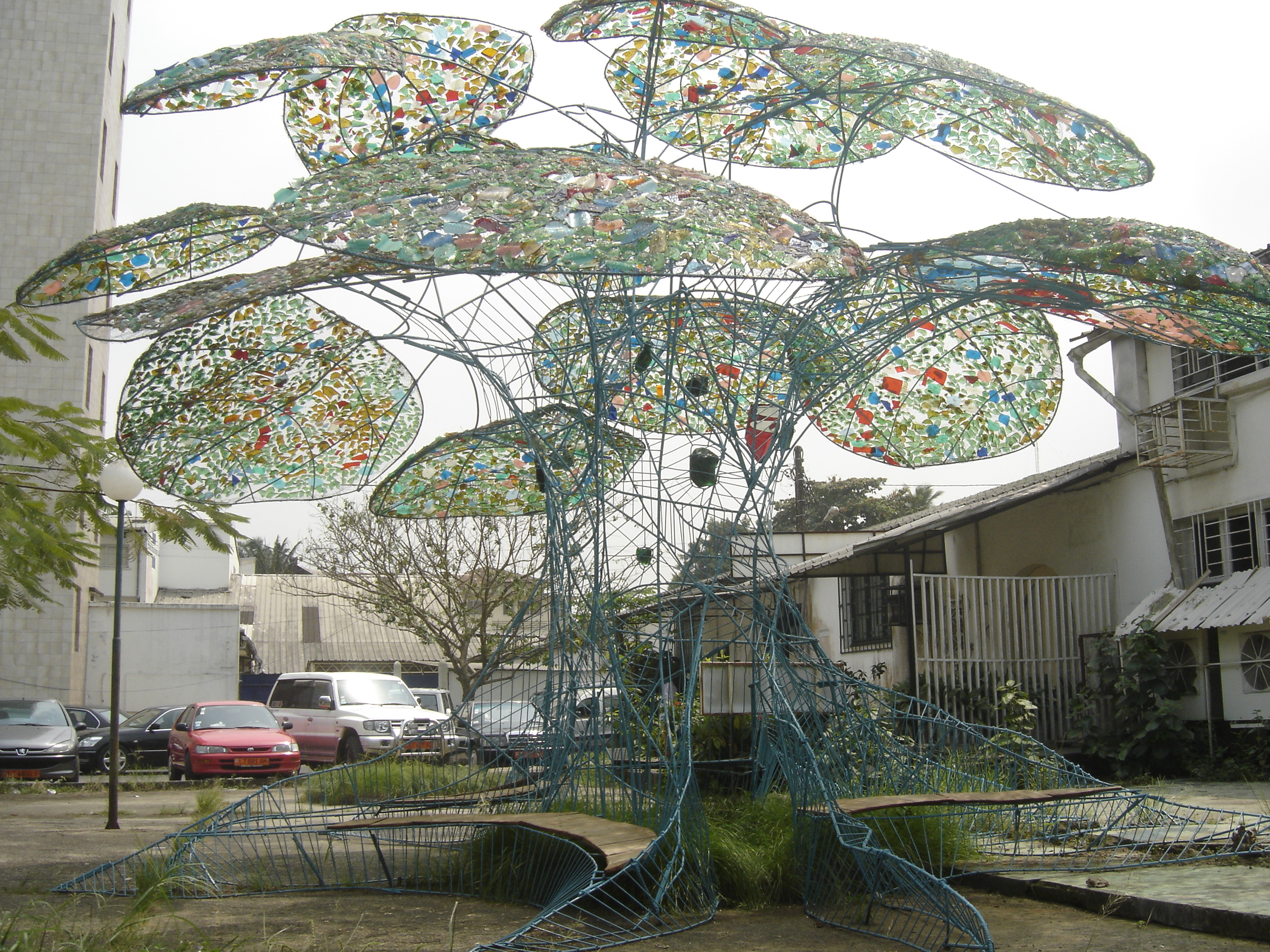
Arbre à Palabres de Fréderic Keiff à Douala.

## Citations
« Sachant que l'œuvre est destinée au musée, l'artiste lui donne directement la forme convenable à la mise en scène muséographique (par exemple le grand format de la peinture américaine), puis identifie l'œuvre au musée. Car le musée apparaît comme le but de l'activité artistique, le but de l'histoire de l'art, quand bien même c'est là une aliénation de l'art comparable à celle de dire que le but de notre vie, c'est le cimetière. […]
 La fin des avant-gardes s'est accomplie à notre insu pendant les années 1970. Le thème réel et commun à toutes les avant-gardes du XXe siècle, après la découverte de l'idée d'Histoire au XIXe siècle, apparaît aujourd'hui par-delà toutes les images réalistes, abstraites, aléatoires, conceptuelles ou corporelles : c'est le désir pulsionnel et génital d'être des créateurs d'histoire de l'art. Les avant-gardistes ont voulu nous montrer la gestation créatrice de l'histoire immédiate de l'art, rendue visible par l'accélération soudaine d'un rythme jusqu'alors séculaire. Crispation sexuelle du mythe prométhéen »

— Hervé Fischer

« Ce n'est pas la forme extérieure des choses qui est réelle, mais l'essence des choses ; partant de cette vérité, il est impossible à quiconque d'exprimer quelque chose de réel en imitant la surface extérieure des choses. Il y a un but dans toutes les choses, pour y arriver, il faut se dégager de soi-même. »

— Constantin Brâncuşi, sculpteur français d'origine roumaine dont l'œuvre renouvela les concepts artistiques de la forme en sculpture

« J’ai tué plus de soixante arbres, soixante pierres et soixante jeunes déesses de bronze pour commettre la sculpture. J’ai également tué les cauchemars de Michelangelo, les incertitudes de Magritte et les regrets de Montesquieu, (donc, implicitement, j’ai anéanti l’ensemble de l’entière raison de la grandeur des Romains et de leur décadence). Bien que je sois profusément familiarisé avec les commandements, les sommets et avec les arts plastiques et graphiques, je n’ai pas placé mes pas dans les pas des autres maîtres, ni mes voies dans les chemins des différents métaphysiciens. Quand, dans la lumière, le contour d’une personne se dessine, il ne reste plus que l’ombre : les yeux, les oreilles, les cils, sont annexes, la forme acquiert une dimension mystique. Quand le soleil est mort tous les arts sont condamnés à disparaître dans l’obscurité totale sauf un seul : la sculpture - laquelle reste palpable, touchable et caressable. À la veille de Noël nous allons à l’église. À la limite de nos drames nous allons au Temple de la Sculpture pour caresser l’unique espérance tangible qui nous reste : le rêve. Il n’y a pas ni vie, ni avenir, ni beaux arts sans rêve. Comprendre le rêvé signifie comprendre l’Univers. En indubitable conclusion, il est essentiel d’utiliser le Rêve pour créer n’importe quel ouvrage. Ainsi s’ouvre l’unique voie vers les chefs-d’œuvre …L’Esprit de Rêve engendre les galaxies, la vie et les arts ! »

— Botarro

« Pratique critique, pratique réflexive, articulation pratique/théorie, théorisation de la pratique... voilà bien des vocables, parfois employés, peut-être à tort, l'un pour l'autre, et qui qualifient tout le principe premier des arts plastiques comme champ institué : celui de développer une pratique plastique à visée artistique en interaction avec la réflexion portée sur cette pratique et par cette pratique même. […]

L'originalité des arts plastiques — et le terme "originalité" n'est pas anodin — a bien été de poser en principe l'articulation de la pratique, de la réflexion et de la théorie. »

— Pierre Juhasz 1997 [1995]